# Broadway: Beyond the Golden Age
Broadway: Beyond the Golden Age es un documental de historia y musical de 2021, dirigido por Rick McKay, que a su vez lo escribió, a cargo de la fotografía estuvo Rick McKay y los protagonistas son Jason Alexander, Debbie Allen y Arthur Anderson, entre otros. Esta obra fue producida por Broadway the Golden Age and Beyond y se estrenó el 14 de agosto de 2021.

## Sinopsis
Se da a conocer la historia de Broadway desde 1959 hasta 1983, participan más de 100 estrellas de Broadway, las cuales son entrevistadas por Rick McKay.